# Currie Cup 1981
La Currie Cup de 1981 fue la cuadragésimo tercera edición del principal torneo de rugby provincial de Sudáfrica.
El campeón fue el equipo de Northern Transvaal quienes obtuvieron su decimotercer campeonato.

## Participantes

### Fase Final
| Equipo              | Título                   |
| ------------------- | ------------------------ |
| Northern Transvaal  | Ganador División A       |
| Orange Free State   | Segundo Lugar División A |
| Eastern Transvaal   | Ganador División B       |
| Northern Free State | Segundo Lugar División B |

### Semifinal
| 1981 | Northern Transvaal | 32 - 15 | Northern Free State |  |  |

| 1981 | Eastern Transvaal | 15 - 28 | Orange Free State |  |  |

### Final
| 1981 | Northern Transvaal | 23 - 6 | Orange Free State | Pretoria, |  |

### Campeón
| Bandera de Sudáfrica       |
| Campeón Northern Transvaal |
| Décimo tercer título       |